# 박정애

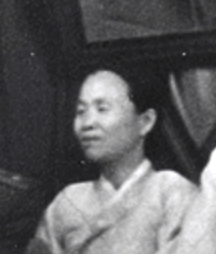
박정애

박정애(朴正愛, 1907년 ~ ?)는 일제 강점기에서 사회주의 계열에서 활동한 독립운동가이자 페미니스트이며, 조선민주주의인민공화국의 정치인이다. 일제 강점기 당시 국내파 공산주의자의 한 사람이며, 공산주의 페미니즘의 지도자의 한 사람이었다. 같은 좌파 노동운동가 출신인 조선민주주의인민공화국의 정치인 김용범의 부인이기도 하다.

## 생애
모스크바의 동방노력자공산대학 출신으로 일제 하에 국내에서 지하 노동운동을 하다가 장기간 복역하였으며, 1945년 광복 후 출감하여 조선민주주의인민공화국 건국 과정에 김용범과 함께 깊숙이 참여했다.
박정애와 김용범 부부는 조선공산주의운동 계보에서 국내파에 속하는 대표적인 인물들이다. 평양을 중심으로 평안남도가 주활동 무대였던 이들은 국내파 가운데서 김일성의 단일지도체계 확립에 가장 먼저 동조하고 적극적으로 참가하여, 함경남도 등 다른 지역을 근거지로 한 국내파와는 다른 행보를 보였다.
1945년 조선민주녀성동맹(여맹) 초대 위원장을 시작으로 조선공산당 북조선분국의 간부로 활동하였으며 1948년 4월 평양에서 개최된 제1차 전조선 제정당 사회단체 연석회의에 허정숙, 정칠성 등과 함께 여성단체의 대표로 참석하였고, 그해 6월에는 황해남도 해주에서 열린 제2차 전조선 제정당 사회단체 연석회의에도 참여하였다. 이후 오랫동안 김일성을 지지하며 북조선 고위직을 지냈으나, 1980년대 이후 행적이 알려져 있지 않다.

## 참고 문헌
- 이종석 (1997). 《조선로동당연구》. 서울: 역사비평사. ISBN 978-89-7696-106-8.
- 서동만 (2005). 《북조선사회주의 체제성립사 1945-1961》. 서울: 도서출판선인. ISBN 978-89-89205-89-0.
- 째르치즈스키, 표도르(이휘성) (2023). 〈여성 모략가 박정애〉. 《북한과 소련: 잊혀진 인물과 에피소드》. 파주: 한울아카데미. 256~265쪽. ISBN 9788946074668.